# فرودگاه شهری تسالون
فرودگاه شهری تسالون (به انگلیسی: Thessalon Municipal Airport) یک فرودگاه خصوصی است که یک باند فرود آسفالت و شن دارد و طول باند آن ۹۴۵ متر است. این فرودگاه در کشور کانادا قرار دارد و در ارتفاع ۲۲۹ متری از سطح دریا واقع شده است.